# France aux Deaflympics
La première participation de la France aux Deaflympics fut lors de sa e des Deaflympics en 1924 à Paris. Depuis, la France a participé à toutes les éditions des Deaflympics d'été, et à toutes les  éditions d'hiver depuis les Deaflympics d'hiver de 1955 sauf pour Deaflympics d'hiver de 1963.

## Histoire
À une époque où la société considérait les personnes sourdes comme intellectuellement inférieures, Eugène Rubens-Alcais , le Pierre Coubertin sourd, a pensé qu’un événement sportif international était la meilleure réponse face à cette discrimination. C’est ainsi qu’eurent lieu, à Paris en août 1924, les « Jeux Silencieux Internationaux », où étaient réunis 148 athlètes venant de 9 nations (Belgique, France, Royaume-Uni, Hongrie, Italie, Lettonie, Pays-Bas, Pologne, Roumanie) dans 7 disciplines (athlétisme, cyclisme sur route, football, natation plongée, tennis et tir). Une seule femme, la nageuse hollandaise Hendrika Nicolini Van Der Heyden y participe et décroche une médaille d'or. Ces Jeux, rebaptisés Deaflympics, seront désormais reconduits tous les quatre ans.
À l’issue de ces journées historiques est créé le Comité International des Sports Silencieux (CISS), co-fondé en août 1924 par le français Eugène Rubens-Alcais et le belge Antoine Dresse , appelé aujourd’hui Comité international des sports des Sourds (CISS), Eugène Rubens-Alcaïs en est le premier président jusqu'en 1953, tandis qu'Antoine Dresse fut le premier secrétaire-trésorier jusqu'en 1967.

## Autorité de tutelle
1918 : Gaston Vialatte créé en 1918 la Fédération Sportive des Sourds-Muets de France (FSSMF) dont Eugène Ruben-Alcais est secrétaire général qui coordonne la rédaction successive des statuts, prêts en 1919. 
1956 : Création de la Fédération sportive des sourds de France (FSSF) qui succède à la Fédération Sportive des Sourds Muets de France (FSSMF).
2005 : Étude du projet d’intégration de la Fédération Sportive des Sourds de France (FSSF) à la Fédération française handisport (FFH), à la demande du ministère des Sports.
2006 : Premières négociations entreprises entre la FFH et la Fédération Sportive des Sourds de France (FSSF).
2007 : Une assemblée générale extraordinaire prend acte de la volonté de la Fédération Sportive des Sourds de France (FSSF), par la voix d’Isabelle Malaurie, sa présidente, de rejoindre la FFH. 
2008 : À l’assemblée générale de la FFH du 26 avril, l’annonce est faite que la Fédération Sportive des Sourds de France (FSSF) a voté sa dissolution par 111 voix pour, 20 voix contre et 6 bulletins blancs au cours de son assemblée générale, qui se tient au même moment. Cette dissolution était nécessaire pour permettre l’intégration de la FSSF à la FFH.
2009 : Un compromis est trouvé avec Craig Crowley, président de l’International Committee of Sports for the Deaf (ICSD), concernant la représentativité dans les statuts internationaux de la FFH du fait que son président ne soit pas sourd.
2011 : Au congrès annuel du Comité international des sports des Sourds (47 nations) à Rome, les membres de l’ICSD ont voté (38 votes favorables) pour la réintégration de la France comme membre à part entière de l’organisation.
Première année de fonctionnement du Comité de coordination des sportifs Sourds de France (CCSSF) :
– les athlètes sourds sont revenus dans les compétitions internationales après l’annulation par l’ICSD de la suspension de la non-représentativité internationale de la FFH ;
– les compétitions interscolaires, absentes depuis 10 ans, sont reprises au profit des élèves sourds.

## Bilan général
Après les Deaflympics d'été de 2017, la France totalise 311 médailles (87 médailles d'or, 121 médailles d'argent et 103 médailles de bronze) en 37 participations aux Deaflympics (23 fois aux jeux d'été et 14 fois aux jeux d'hiver).

### Résultats par année
La France a remporté le plus grand nombre de médailles en tant que pays organisateur des Deaflympics (48 médailles dont 22 médailles d'or en 1924). 
En ce qui concerne les Deaflympics d'hiver, le record de médailles françaises obtenues est 7 médailles à deux reprises: Deaflympics d'hiver de 1979 et Deaflympics d'hiver de 1983.
Toutefois, au regard du nombre de médailles attribuées de plus en plus important au fil des olympiades, la référence française reste toujours à ce jour les Deaflympics d'été de 1924 avec une première place par nombre de médailles.
| Année | Médaille d'or, Jeux olympiques | Médaille d'argent, Jeux olympiques | Médaille de bronze, Jeux olympiques | Total | Rang |
| 1924  | 22                             | 16                                 | 10                                  | 48    | 1re  |
| 1928  | 10                             | 17                                 | 5                                   | 32    | 2e   |
| 1931  | 5                              | 10                                 | 11                                  | 26    | 3e   |
| 1935  | 8                              | 3                                  | 6                                   | 17    | 2e   |
| 1939  | 3                              | 9                                  | 7                                   | 19    | 5e   |
| 1949  | 4                              | 6                                  | 4                                   | 14    | 7e   |
| 1953  | 0                              | 5                                  | 6                                   | 11    | 13e  |
| 1957  | 0                              | 2                                  | 1                                   | 3     | 17e  |
| 1961  | 0                              | 0                                  | 2                                   | 2     | -    |
| 1965  | 0                              | 1                                  | 2                                   | 3     | -    |
| 1969  | 0                              | 0                                  | 1                                   | 1     | 24e  |
| 1973  | 3                              | 3                                  | 1                                   | 7     | -    |
| 1977  | 0                              | 4                                  | 1                                   | 5     | -    |
| 1981  | 1                              | 5                                  | 5                                   | 11    | -    |
| 1985  | 6                              | 9                                  | 9                                   | 24    | -    |
| 1989  | 1                              | 1                                  | 1                                   | 3     | -    |
| 1993  | 2                              | 2                                  | 3                                   | 7     | -    |
| 1997  | 0                              | 2                                  | 3                                   | 5     | -    |
| 2001  | 4                              | 3                                  | 1                                   | 8     | 12e  |
| 2005  | 1                              | 1                                  | 1                                   | 3     | 25e  |
| 2009  | 4                              | 2                                  | 6                                   | 12    | 13e  |
| 2013  | 2                              | 6                                  | 3                                   | 11    | 17e  |
| 2017  | 1                              | 2                                  | 6                                   | 9     | 24e  |
| Total | 77                             | 109                                | 95                                  | 281   |      |

| Année | Médaille d'or, Jeux olympiques | Médaille d'argent, Jeux olympiques | Médaille de bronze, Jeux olympiques | Total             | Rang              |
| 1949  | N'a pas participé              | N'a pas participé                  | N'a pas participé                   | N'a pas participé | N'a pas participé |
| 1953  | N'a pas participé              | N'a pas participé                  | N'a pas participé                   | N'a pas participé | N'a pas participé |
| 1955  | 0                              | 0                                  | 0                                   | 0                 | 6e                |
| 1959  | 0                              | 0                                  | 0                                   | 0                 | 8e                |
| 1963  | N'a pas participé              | N'a pas participé                  | N'a pas participé                   | N'a pas participé | N'a pas participé |
| 1967  | 0                              | 0                                  | 0                                   | 0                 | 9e                |
| 1971  | 0                              | 0                                  | 0                                   | 0                 | 8e                |
| 1975  | 1                              | 3                                  | 1                                   | 5                 | 4e                |
| 1979  | 2                              | 4                                  | 1                                   | 7                 | 2e                |
| 1983  | 3                              | 3                                  | 1                                   | 7                 | 2e                |
| 1987  | 0                              | 0                                  | 1                                   | 1                 | 10e               |
| 1991  | 1                              | 1                                  | 0                                   | 2                 | 6e                |
| 1995  | 1                              | 0                                  | 0                                   | 1                 | 8e                |
| 1999  | 1                              | 0                                  | 1                                   | 2                 | 9e                |
| 2003  | 0                              | 0                                  | 0                                   | 0                 | 16e               |
| 2007  | 0                              | 0                                  | 0                                   | 0                 | 17e               |
| 2011  | Annulée                        | Annulée                            | Annulée                             | Annulée           | Annulée           |
| 2015  | 1                              | 1                                  | 3                                   | 5                 | 7e                |
| Total | 10                             | 12                                 | 8                                   | 30                |                   |

Total Deaflympics
|                     |    |     |     | T   |
| Deaflympics d'été   | 77 | 109 | 95  | 281 |
| Deaflympics d'hiver | 10 | 12  | 8   | 30  |
| Total               | 87 | 121 | 103 | 311 |

### Résultats par sport

#### Deaflympics d'été
| Place | Sport | Sport       | 1924-2017 | 1924-2017 | 1924-2017 | 1924-2017 | 2017 | 2017 | 2017 | 2017 | 2013 | 2013 | 2013 | 2013 | 2009 | 2009 | 2009 | 2009 | 2005 | 2005 | 2005 | 2005 | 2001 | 2001 | 2001 | 2001 | 1997 | 1997 | 1997 | 1997 | 1993 | 1993 | 1993 | 1993 | 1989 | 1989 | 1989 | 1989 | 1985 | 1985 | 1985 | 1985 | 1981 | 1981 | 1981 | 1981 | 1977 | 1977 | 1977 | 1977 | 1973 | 1973 | 1973 | 1973 | 1969 | 1969 | 1969 | 1969 | 1965 | 1965 | 1965 | 1965 | 1961 | 1961 | 1961 | 1961 | 1957 | 1957 | 1957 | 1957 | 1953 | 1953 | 1953 | 1953 | 1949 | 1949 | 1949 | 1949 | 1939 | 1939 | 1939 | 1939 | 1935 | 1935 | 1935 | 1935 | 1931 | 1931 | 1931 | 1931 | 1928 | 1928 | 1928 | 1928 | 1924 | 1924 | 1924 | 1924 | Sport | Sport       | Place |
| Place | Sport | Sport       |           |           |           | T         |      |      |      | T    |      |      |      | T    |      |      |      | T    |      |      |      | T    |      |      |      | T    |      |      |      | T    |      |      |      | T    |      |      |      | T    |      |      |      | T    |      |      |      | T    |      |      |      | T    |      |      |      | T    |      |      |      | T    |      |      |      | T    |      |      |      | T    |      |      |      | T    |      |      |      | T    |      |      |      | T    |      |      |      | T    |      |      |      | T    |      |      |      | T    |      |      |      | T    |      |      |      | T    | Sport | Sport       | Place |
| 1     |       | Athlétisme  | 44        | 51        | 36        | 131       | 0    | 0    | 0    | 0    | 0    | 0    | 0    | 0    | 0    | 0    | 1    | 1    | 0    | 0    | 1    | 1    | 2    | 0    | 0    | 2    | 0    | 0    | 0    | 0    | 1    | 1    | 0    | 2    | 1    | 1    | 0    | 2    | 4    | 5    | 5    | 14   | 0    | 3    | 4    | 7    | 0    | 2    | 1    | 3    | 1    | 2    | 1    | 4    | 0    | 0    | 1    | 1    | 0    | 1    | 0    | 1    | 0    | 0    | 1    | 1    | 0    | 1    | 0    | 1    | 0    | 3    | 1    | 4    | 4    | 1    | 2    | 7    | 1    | 6    | 4    | 11   | 7    | 1    | 1    | 9    | 1    | 4    | 5    | 10   | 6    | 8    | 3    | 17   | 16   | 12   | 5    | 33   |       | Athlétisme  | 1     |
| 2     |       | Tennis      | 11        | 23        | 22        | 56        | 1    | 2    | 0    | 3    | 0    | 2    | 2    | 4    | 2    | 0    | 0    | 2    | 0    | 0    | 0    | 0    | 1    | 0    | 0    | 1    | 0    | 0    | 1    | 1    | 0    | 0    | 0    | 0    | 0    | 0    | 1    | 1    | 0    | 0    | 0    | 0    | 0    | 0    | 0    | 0    | 0    | 0    | 0    | 0    | 2    | 1    | 0    | 3    | 0    | 0    | 0    | 0    | 0    | 0    | 0    | 0    | 0    | 0    | 1    | 1    | 0    | 0    | 0    | 0    | 0    | 2    | 4    | 6    | 0    | 3    | 2    | 5    | 0    | 3    | 3    | 6    | 0    | 1    | 4    | 5    | 2    | 3    | 4    | 9    | 2    | 4    | 1    | 7    | 1    | 1    | 2    | 4    |       | Tennis      | 2     |
| 3     |       | Cyclisme    | 10        | 7         | 7         | 24        | 0    | 0    | 1    | 1    | 1    | 0    | 1    | 2    | 1    | 0    | 2    | 3    | 1    | 1    | 0    | 2    | 1    | 0    | 0    | 1    | 0    | 0    | 0    | 0    | 0    | 0    | 0    | 0    | 0    | 0    | 0    | 0    | 0    | 0    | 1    | 1    | 0    | 0    | 0    | 0    | 0    | 0    | 0    | 0    | 0    | 0    | 0    | 0    | 0    | 0    | 0    | 0    | 0    | 0    | 0    | 0    | 0    | 0    | 0    | 0    | 0    | 0    | 0    | 0    | 0    | 0    | 0    | 0    | 0    | 1    | 0    | 1    | 1    | 0    | 0    | 1    | 0    | 1    | 0    | 1    | 0    | 0    | 1    | 1    | 2    | 2    | 0    | 4    | 3    | 2    | 1    | 6    |       | Cyclisme    | 3     |
| 4     |       | Natation    | 6         | 12        | 5         | 23        | 0    | 0    | 0    | 0    | 0    | 0    | 0    | 0    | 0    | 0    | 0    | 0    | 0    | 0    | 0    | 0    | 0    | 0    | 0    | 0    | 0    | 0    | 0    | 0    | 0    | 0    | 0    | 0    | 0    | 0    | 0    | 0    | 2    | 4    | 2    | 8    | 1    | 1    | 0    | 2    | 0    | 2    | 0    | 2    | 0    | 0    | 0    | 0    | 0    | 0    | 0    | 0    | 0    | 0    | 0    | 0    | 0    | 0    | 0    | 0    | 0    | 0    | 0    | 0    | 0    | 0    | 0    | 0    | 0    | 1    | 0    | 1    | 1    | 0    | 0    | 1    | 1    | 0    | 0    | 1    | 1    | 0    | 1    | 2    | 0    | 3    | 1    | 4    | 0    | 1    | 1    | 2    |       | Natation    | 4     |
| 5     |       | Tir         | 2         | 4         | 8         | 13        | 0    | 0    | 0    | 0    | 0    | 0    | 0    | 0    | 0    | 0    | 0    | 0    | 0    | 0    | 0    | 0    | 0    | 1    | 1    | 2    | 0    | 1    | 2    | 3    | 0    | 0    | 3    | 3    | 0    | 0    | 0    | 0    | 0    | 0    | 1    | 1    | 0    | 0    | 1    | 1    | 0    | 0    | 0    | 0    | 0    | 0    | 0    | 0    | 0    | 0    | 0    | 0    | 0    | 0    | 0    | 0    | 0    | 0    | 0    | 0    | 0    | 0    | 0    | 0    | 0    | 0    | 0    | 0    | 0    | 0    | 0    | 0    | 0    | 0    | 0    | 0    | 0    | 0    | 0    | 0    | 1    | 0    | 0    | 1    | 0    | 0    | 0    | 0    | 1    | 1    | 0    | 2    |       | Tir         | 5     |
| 6     |       | Judo        | 2         | 5         | 6         | 12        | 0    | 0    | 3    | 3    | 1    | 3    | 0    | 4    | 1    | 2    | 3    | 6    | 0    | 0    | 0    | 0    | 0    | 0    | 0    | 0    | 0    | 0    | 0    | 0    | 0    | 0    | 0    | 0    | 0    | 0    | 0    | 0    | 0    | 0    | 0    | 0    | 0    | 0    | 0    | 0    | 0    | 0    | 0    | 0    | 0    | 0    | 0    | 0    | 0    | 0    | 0    | 0    | 0    | 0    | 0    | 0    | 0    | 0    | 0    | 0    | 0    | 0    | 0    | 0    | 0    | 0    | 0    | 0    | 0    | 0    | 0    | 0    | 0    | 0    | 0    | 0    | 0    | 0    | 0    | 0    | 0    | 0    | 0    | 0    | 0    | 0    | 0    | 0    | 0    | 0    | 0    | 0    |       | Judo        | 6     |
| 7     |       | Football    | 1         | 1         | 1         | 3         | 0    | 0    | 0    | 0    | 0    | 0    | 0    | 0    | 0    | 0    | 0    | 0    | 0    | 0    | 0    | 0    | 0    | 0    | 0    | 0    | 0    | 1    | 0    | 1    | 0    | 0    | 0    | 0    | 0    | 0    | 0    | 0    | 0    | 0    | 0    | 0    | 0    | 0    | 0    | 0    | 0    | 0    | 0    | 0    | 0    | 0    | 0    | 0    | 0    | 0    | 0    | 0    | 0    | 0    | 0    | 0    | 0    | 0    | 0    | 0    | 0    | 0    | 0    | 0    | 0    | 0    | 0    | 0    | 0    | 0    | 0    | 0    | 0    | 0    | 0    | 0    | 0    | 0    | 1    | 1    | 0    | 0    | 0    | 0    | 0    | 0    | 0    | 0    | 1    | 0    | 0    | 1    |       | Football    | 7     |
| 8     |       | Bowling     | 0         | 2         | 2         | 4         | 0    | 0    | 2    | 2    | 0    | 0    | 0    | 0    | 0    | 0    | 0    | 0    | 0    | 0    | 0    | 0    | 0    | 2    | 0    | 2    | 0    | 0    | 0    | 0    | 0    | 0    | 0    | 0    | 0    | 0    | 0    | 0    | 0    | 0    | 0    | 0    | 0    | 0    | 0    | 0    | 0    | 0    | 0    | 0    | 0    | 0    | 0    | 0    | 0    | 0    | 0    | 0    | 0    | 0    | 0    | 0    | 0    | 0    | 0    | 0    | 0    | 0    | 0    | 0    | 0    | 0    | 0    | 0    | 0    | 0    | 0    | 0    | 0    | 0    | 0    | 0    | 0    | 0    | 0    | 0    | 0    | 0    | 0    | 0    | 0    | 0    | 0    | 0    | 0    | 0    | 0    | 0    |       | Bowling     | 8     |
| 9     |       | Gymnastique | 0         | 1         | 1         | 2         | 0    | 0    | 0    | 0    | 0    | 0    | 0    | 0    | 0    | 0    | 0    | 0    | 0    | 0    | 0    | 0    | 0    | 0    | 0    | 0    | 0    | 0    | 0    | 0    | 0    | 0    | 0    | 0    | 0    | 0    | 0    | 0    | 0    | 0    | 0    | 0    | 0    | 0    | 0    | 0    | 0    | 0    | 0    | 0    | 0    | 0    | 0    | 0    | 0    | 0    | 0    | 0    | 0    | 0    | 0    | 0    | 0    | 0    | 0    | 0    | 0    | 1    | 1    | 2    | 0    | 0    | 0    | 0    | 0    | 0    | 0    | 0    | 0    | 0    | 0    | 0    | 0    | 0    | 0    | 0    | 0    | 0    | 0    | 0    | 0    | 0    | 0    | 0    | 0    | 0    | 0    | 0    |       | Gymnastique | 9     |
| 10    |       | Basket-ball | 0         | 1         | 0         | 1         | 0    | 0    | 0    | 0    | 0    | 0    | 0    | 0    | 0    | 0    | 0    | 0    | 0    | 0    | 0    | 0    | 0    | 0    | 0    | 0    | 0    | 0    | 0    | 0    | 0    | 0    | 0    | 0    | 0    | 0    | 0    | 0    | 0    | 0    | 0    | 0    | 0    | 1    | 0    | 0    | 0    | 0    | 0    | 0    | 0    | 0    | 0    | 0    | 0    | 0    | 0    | 0    | 0    | 0    | 0    | 0    | 0    | 0    | 0    | 0    | 0    | 0    | 0    | 0    | 0    | 0    | 0    | 0    | 0    | 0    | 0    | 0    | 0    | 0    | 0    | 0    | 0    | 0    | 0    | 0    | 0    | 0    | 0    | 0    | 0    | 0    | 0    | 0    | 0    | 0    | 0    | 0    |       | Basket-ball | 10    |
| 10    |       | VTT         | 0         | 1         | 0         | 1         | 0    | 0    | 0    | 0    | 0    | 1    | 0    | 1    | 0    | 0    | 0    | 0    | 0    | 0    | 0    | 0    | 0    | 0    | 0    | 0    | 0    | 0    | 0    | 0    | 0    | 0    | 0    | 0    | 0    | 0    | 0    | 0    | 0    | 0    | 0    | 0    | 0    | 0    | 0    | 0    | 0    | 0    | 0    | 0    | 0    | 0    | 0    | 0    | 0    | 0    | 0    | 0    | 0    | 0    | 0    | 0    | 0    | 0    | 0    | 0    | 0    | 0    | 0    | 0    | 0    | 0    | 0    | 0    | 0    | 0    | 0    | 0    | 0    | 0    | 0    | 0    | 0    | 0    | 0    | 0    | 0    | 0    | 0    | 0    | 0    | 0    | 0    | 0    | 0    | 0    | 0    | 0    |       | VTT         | 10    |
| 11    |       | Lutte       | 0         | 0         | 1         | 1         | 0    | 0    | 0    | 0    | 0    | 0    | 0    | 0    | 0    | 0    | 0    | 0    | 0    | 0    | 0    | 0    | 0    | 0    | 0    | 0    | 0    | 0    | 0    | 0    | 0    | 0    | 0    | 0    | 0    | 0    | 0    | 0    | 0    | 0    | 0    | 0    | 0    | 0    | 0    | 0    | 0    | 0    | 0    | 0    | 0    | 0    | 0    | 0    | 0    | 0    | 0    | 0    | 0    | 0    | 1    | 1    | 0    | 0    | 0    | 0    | 0    | 0    | 0    | 0    | 0    | 0    | 0    | 0    | 0    | 0    | 0    | 0    | 0    | 0    | 0    | 0    | 0    | 0    | 0    | 0    | 0    | 0    | 0    | 0    | 0    | 0    | 0    | 0    | 0    | 0    | 0    | 0    |       | Lutte       | 11    |
| 11    |       | Plongeon    | 0         | 0         | 1         | 1         | 0    | 0    | 0    | 0    | 0    | 0    | 0    | 0    | 0    | 0    | 0    | 0    | 0    | 0    | 0    | 0    | 0    | 0    | 0    | 0    | 0    | 0    | 0    | 0    | 0    | 0    | 0    | 0    | 0    | 0    | 0    | 0    | 0    | 0    | 0    | 0    | 0    | 0    | 0    | 0    | 0    | 0    | 0    | 0    | 0    | 0    | 0    | 0    | 0    | 0    | 0    | 0    | 0    | 0    | 0    | 0    | 0    | 0    | 0    | 0    | 0    | 0    | 0    | 0    | 0    | 0    | 1    | 1    | 0    | 0    | 0    | 0    | 0    | 0    | 0    | 0    | 0    | 0    | 0    | 0    | 0    | 0    | 0    | 0    | 0    | 0    | 0    | 0    | 0    | 0    | 0    | 0    |       | Plongeon    | 11    |
| Total | Total | Total       | 76        | 106       | 262       | 90        | 1    | 2    | 6    | 9    | 2    | 6    | 3    | 11   | 4    | 2    | 6    | 12   | 1    | 1    | 1    | 3    | 4    | 3    | 1    | 8    | 0    | 2    | 3    | 5    | 1    | 1    | 3    | 5    | 1    | 1    | 1    | 3    | 6    | 9    | 9    | 24   | 1    | 5    | 5    | 11   | 0    | 4    | 1    | 5    | 3    | 3    | 1    | 7    | 0    | 0    | 1    | 1    | 0    | 1    | 1    | 2    | 0    | 0    | 2    | 2    | 0    | 2    | 1    | 3    | 0    | 5    | 6    | 11   | 4    | 6    | 4    | 14   | 3    | 9    | 7    | 19   | 8    | 3    | 6    | 17   | 5    | 7    | 11   | 23   | 10   | 17   | 5    | 32   | 22   | 17   | 9    | 48   | Total | Total       | Total |
| Place | Sport | Sport       | 1924-2017 | 1924-2017 | 1924-2017 | 1924-2017 | 2017 | 2017 | 2017 | 2017 | 2013 | 2013 | 2013 | 2013 | 2009 | 2009 | 2009 | 2009 | 2005 | 2005 | 2005 | 2005 | 2001 | 2001 | 2001 | 2001 | 1997 | 1997 | 1997 | 1997 | 1993 | 1993 | 1993 | 1993 | 1989 | 1989 | 1989 | 1989 | 1985 | 1985 | 1985 | 1985 | 1981 | 1981 | 1981 | 1981 | 1977 | 1977 | 1977 | 1977 | 1973 | 1973 | 1973 | 1973 | 1969 | 1969 | 1969 | 1969 | 1965 | 1965 | 1965 | 1965 | 1961 | 1961 | 1961 | 1961 | 1957 | 1957 | 1957 | 1957 | 1953 | 1953 | 1953 | 1953 | 1949 | 1949 | 1949 | 1949 | 1939 | 1939 | 1939 | 1939 | 1935 | 1935 | 1935 | 1935 | 1931 | 1931 | 1931 | 1931 | 1928 | 1928 | 1928 | 1928 | 1924 | 1924 | 1924 | 1924 | Sport | Sport       | Place |
| Place | Sport | Sport       |           |           |           | T         |      |      |      | T    |      |      |      | T    |      |      |      | T    |      |      |      | T    |      |      |      | T    |      |      |      | T    |      |      |      | T    |      |      |      | T    |      |      |      | T    |      |      |      | T    |      |      |      | T    |      |      |      | T    |      |      |      | T    |      |      |      | T    |      |      |      | T    |      |      |      | T    |      |      |      | T    |      |      |      | T    |      |      |      | T    |      |      |      | T    |      |      |      | T    |      |      |      | T    |      |      |      | T    | Sport | Sport       | Place |

#### Deaflympics d'hiver
| Place | Sport | Sport     | 1955-2015 | 1955-2015 | 1955-2015 | 1955-2015 | 2015 | 2015 | 2015 | 2015 | 2007 | 2007 | 2007 | 2007 | 2003 | 2003 | 2003 | 2003 | 1999 | 1999 | 1999 | 1999 | 1995 | 1995 | 1995 | 1995 | 1991 | 1991 | 1991 | 1991 | 1987 | 1987 | 1987 | 1987 | 1983 | 1983 | 1983 | 1983 | 1979 | 1979 | 1979 | 1979 | 1975 | 1975 | 1975 | 1975 | 1971 | 1971 | 1971 | 1971 | 1967 | 1967 | 1967 | 1967 | 1959 | 1959 | 1959 | 1959 | 1955 | 1955 | 1955 | 1955 | Sport | Sport     | Place |
| Place | Sport | Sport     |           |           |           | T         |      |      |      | T    |      |      |      | T    |      |      |      | T    |      |      |      | T    |      |      |      | T    |      |      |      | T    |      |      |      | T    |      |      |      | T    |      |      |      | T    |      |      |      | T    |      |      |      | T    |      |      |      | T    |      |      |      | T    |      |      |      | T    | Sport | Sport     | Place |
| 1     |       | Ski alpin | 10        | 12        | 8         | 20        | 1    | 1    | 3    | 5    | 0    | 0    | 0    | 0    | 0    | 0    | 0    | 0    | 1    | 0    | 1    | 2    | 1    | 0    | 0    | 1    | 1    | 1    | 0    | 2    | 0    | 0    | 1    | 1    | 3    | 3    | 1    | 7    | 2    | 4    | 1    | 7    | 1    | 3    | 1    | 5    | 0    | 0    | 0    | 0    | 0    | 0    | 0    | 0    | 0    | 0    | 0    | 0    | 0    | 0    | 0    | 0    |       | Ski alpin | 1     |

## Athlètes français

### Records

#### Sportifs les plus médaillés
- Avec 18 médailles, Paul Reinmund (athlétisme) est le sportif le plus médaillé aux Deaflympics.

- Avec 7 médailles, la skieuse Brigitte Pelletier est la sportive française la plus médaillée aux Deaflympics d'hiver.

#### Sportif médaillé le plus jeune
- Paul Boussin (Cyclisme), 13 ans.

#### Sportif médaillé le plus vieux
- Yves Dufay (Tir), 53 ans.

#### Podium avec 3 médailles françaises
- Albert Braun , Paul Reinmund  et Gaston Dupuy  (Athlétisme 100m, 1924)
- Emile Van Den Torren , Georges Foubert  et Noel Daouedal  (Athlétisme 1500m, 1924)
- Paul Reinmund , Albert Braun  et Gaston Dupuy  (Athlétisme 200m, 1924)
- Maurice Riedinger , Pierre Gerin  et Georges Foubert  (Athlétisme 800m, 1924)
- Charles Boisselot , Pierre Rincheval  et André Petry  (Tennis, 1931)

#### Podium avec 2 médailles françaises
- Emile Van Den Torren  et Eugène Aupin  (Athlétisme 10 000m, 1924)
- Yves Ruelland  et Raymond Code  (Athlétisme 110m haies, 1924)
- Michel Riedinger  et Pierre Gerin  (Athlétisme 400m, 1924)
- Yves Ruelland  et Raymond Code  (Athlétisme 400m haies, 1924)
- Emile Van Den Torren  et Eugène Aupin  (Athlétisme 5000m, 1924)
- Yves Ruelland  et Corentin Adam  (Athlétisme, lancer du disque, 1924)
- Yves Ruelland  et Etienne Saint-Genis  (Athlétisme, saut en hauteur, 1924)
- Yves Ruelland  et Paul Reinmund  (Athlétisme, saut en longueur, 1924)
- Paul Lambert  et Jules Gottra  (Cyclisme 1000m sprint, 1924)
- Paul Boussin  et Theodore Saliou  (Cyclisme individuelle, 1924)
- Theodore Saliou  et Paul Lambert  (Cyclisme individuelle chronometrée, 1924)
- René Bapt  et Fernand Chante  (Tir 200m, 1924)
- Pierre Rincheval/Charles Boisselot  et Raymond Code/Antoine Dresse  (Tennis double, 1924)
- Pierre Rincheval  et Raymond Code  (Tennis, 1924)
- Maurice Redinger  et René Bouscarat  (Athlétisme 800m, 1928)
- Paul Reinmund  et Léon Pertsowsky  (Athlétisme, saut en longueur, 1928)
- David Caillou  et A. Marly  (Cyclisme 1000m, 1928)
- David Caillou  et A. Marly  (Cyclisme 50km, 1928)
- Pierre Rincheval  et Charles Boisselot  (Tennis, 1928)
- Michel Crouan/Pierre Rincheval  et Louis Dresde/Charles Boisselot  (Tennis double, 1928)
- Pierre Rincheval/André Petry  et Michel Phillipe/Charles Boisselot  (Tennis doublie, 1931)
- Charles Boisselot/Hélène Haart  et Michel Phillipe/Simone Kahn  (Tennis mixte, 1931)
- Marcel Alie  et Raymond Malatre  (Athlétisme, 400m haies, 1935)
- Pierre Rincheval/André Petry  et Michel Crouan/Charles Boisselot  (Tennis double, 1935)
- Michel Crouan  et André Petry  (Tennis, 1939)
- Pierre Galloy  et Marcel Alie  (Athlétisme, 110m haies, 1949)
- Paul Hebert/Nancy Paix  et André Petry/Eliane Boisselot (Tennis mixte, 1949)
- André Petry/Robert Cirouge  et Jean Picart/André Dou  (Tennis double, 1953)
- Robert Cirouge  et Alfred Puaux  (Tennis, 1953)
- Daniel Guedon  et Henri Delie  (Gymnastique, 1957)
- Brigitte Pelletier  et Mireille Pelletier  (Ski alpin, giant slalom, 1975)
- Mireille Pelletier  et Brigitte Pelletier  (Ski alpin, descente, 1979)
- Mireille Pelletier  et Brigitte Pelletier  (Ski alpin, giant slalom, 1979)
- Véronique Paiani  et Caroline Barbuzynski  (Ski alpin, descente, 1983)
- Brigitte Pelletier  et Caroline Barbuzynski  (Ski alpin, giant slalom, 1983)
- Caroline Barbuzynski  et Brigitte Pelletier  (Ski alpin, Super-G, 1983)
- David Cloux  et Bernard Barugola  (Cyclisme, 2005)
- Thomas Luxcey  et David Pelletier  (Ski alpin, slalom, 2015)

#### Médailles sur deux générations
- Armand Pelletier  père de Brigitte Pelletier , Caroline Barbuzynski  et Mireille Pelletier

#### Fratries médaillées
- Brigitte Pelletier  , Caroline Barbuzynski  et Mireille Pelletier
- Eric Pelletier  et Adrien Pelletier
- Didier Guesnon  et Olivier Guesnon

### Sportifs les plus titrés

#### 8 médailles d'or
- Paul Reinmund (Athlétisme)

#### 6 médailles d'or
- Maurice Riedinger (Athlétisme)
- Yves Ruelland (Athlétisme)

#### 4 médailles d'or
- Pierre Rincheval (Tennis)
- Mikael Laurent (Tennis)

#### 3 médailles d'or
- Albert Braun (Athlétisme)
- Léon Pertoswsky (Athlétisme)
- Emile Van Den Torren (Athlétisme)
- Emile Talmone (Natation)

#### 2 médailles d'or
- Robert Bouscarat (Athlétisme)
- Marcel Alie (Athlétisme)
- Roger Cantrelle (Athlétisme)
- Taleb Tounsi (Athlétisme)
- René Dupré (Athlétisme)
- Gaston Dupuy (Athlétisme)
- Jozef Barburzynski (Athlétisme)
- David Caillou (Cyclisme)
- Jacqui Metzger (Natation)
- Catherine Storme (Tennis)
- Vincent Novelli (Tennis)
- Patrick Pignard (Ski)
- Arnaud Repellin (Ski)
- Steeve Touboul (Cyclisme)
- Paméra Losange (Athlétisme)

### Famille ayant participé aux Deaflympics

#### Participations sur trois générations
- Armand Pelletier  (Athlétisme), père de Pierre Pelletier (Ski alpin) et grand-père de David Pelletier  (Ski alpin), Nicolas Pelletier (Football), Delphine Pelletier (Ski alpin/Badminton) et Mélanie Pelletier (Ski alpin)

#### Participations sur deux générations
- Evelyne Badiou (Athlétisme), mère de Franck Scherding (Athlétisme)
- Michel Herlin (Bowling), père de Caroline Herlin  (Bowling)

#### Fraties
- Pierre Pelletier (Ski alpin), Brigitte Pelletier (Ski alpin)  , Caroline Barbuzynski (Ski alpin)  et Mireille Pelletier (Ski alpin)
- David Pelletier  (Ski alpin), Nicolas Pelletier (Football), Delphine Pelletier (Ski alpin/Badminton) et Mélanie Pelletier (Ski alpin)
- Jean-Michel Bouveret (Ski de fond) et Pascal Bouveret (Ski de fond)
- Nicolas Jacob (Football) et Michael Jacob (Football)
- Issa Koita (Football) et Boubacar Koita (Football)
- Rafaelli Kuzehgaran (Football) et Giovanni Kuzehgaran (Football)
- Julien Manceaux (Football) et Aurélien Manceaux (Football)
- Nourredine Ouarab (Football) et Yacine Ouarab (Football)

#### Epoux
- David Pelletier  (Ski alpin) et Jane Leroy (Ski Alpin)

## Classement par sport
| Deaflympics d'été |

Athlétisme :
- Paméra Losange
- Paul Reinmund
- Maurice Riedinger
- Yves Ruelland
- Leon Pertsowsky
- Albert Braun
- Emile Van Den Torren
- Robert Bouscarat
- Marcel Alie
- Roger Cantrelle
- Taieb Tounsi
- René Dupré
- Gaston Dupuy
- Jozef Barburzynski
- Raymond Code
- Pierre Galloy
- Marcel Carbonnel
- Maurice Campanaud
- Eric René Pelletier
- Pierre Gerin
- Michele Dabat
- Jeannette Ludon
- Jacques Jacquelin
- Antoine Brunner
- Max Jean David
- Jean Julien Pernezel
- André Braun
- Emile Carrier
- George Thebault
- René Le Pannetier
- Ange Costa
- Maurice Herson
- Marie-Paule Miller
- Florian Aranda
- Sylvie Rochette
- Michel Guillot
- Eugène Aupin
- Michel Chaumard
- Marie-Hélène Manier
- Corinne Bertrand
- George Foubert
- Adrien Ruelland
- Claude-Pierre Gaumont
- Etienne Saint-Genis
- Marcel Vedrine
- Robert Fontaine
- René Aymoz
- Louis Gerbault
- Roger Magat
- Armand Pelletier
- Marie-Hélène Eloidin
- Marcel Vincent
- Lucien Chevrot
- Didier Guesnon
- Noel Daouedal
- Corentin Adam
- Raymond Pagny
- Charles Rainerie
- Louis Stephan
- Raymond Baptiste Malatre
- Marcel Louis Gosseau
- Jacques Chevarin
- Jean-Yves Delamaire
- Jean-Paul Landais
- Jean-François Thibedore
- Geneviève Ivaldi
- Claire Mercan
- Guy Chapot
- Didier Roques
- Denis Parfait
- Thomas Sounalet

Basket-ball :
- Nadine Besnard
- Simone Chekroun
- Christine Delalande
- Réjane Deschamps
- Nathalie Fructus
- Agnès Giuliana
- Marie-Ange Heuze
- Annick Le Mao
- Marie-Josée Rrodriguez
- Martine Tricher

Bowling:
- Céline Ribet
- Caroline Herlin
- Anita Socorro
- Ludovic Bartout
- Didier Boulle
- Frédéric Delsol

Cyclisme sur route :
- David Cloux
- Bernard Barugola
- Theodore Saliou
- Steeve Touboul
- Paul Lambert
- Paul Boussin
- Marcel Leterme
- David Cloux
- Kévin Chazottes
- A. Marly
- Jules Gottra
- Joseph Le Saint
- Pierre Keller
- Adrien Pelletier
- Rémi Girardet
- Théo Moreau
- Paul Servieres

Football :
- Marcel Demay
- Alexandre Bascoul
- Lucien Camia
- Jacques Cauvin
- Roger Herbert
- Auguste Lecuyer
- Paul Penaud
- Marcel Rouge
- Georges Rouille
- Corentin Taniou
- Henri Veyssier
- Cédric Abeaucourt
- Frédéric Bouelle
- Alex Bouvil
- Sylvain Bressieux
- Cyril Caradonna
- Christophe Carré
- Christophe Colas
- Antonio De Jesus
- Christophe Desenclos
- Frédéric Doucet
- Didier Guesnon
- Olivier Guesnon
- Jean-François Gustin
- Mickael Hamonic
- Nicolas Héraud
- Gaspard Kavay
- Badr Khelladi
- Patrice Margot
- Christophe Michely
- Sylvain Morvan
- Sébastien Peltier
- Belkacem Saifi
- René Bertinetti
- Bernard Bourgeois
- Fernand Casier
- François Raymond Champoux
- Guy Château
- Gaston Jallut
- Paul Naslin
- Robert Niderost
- Pierre Jean Pagny
- Marceau Pealapra
- Henri Perier
- Georges Thebault
- Felix Rieutort

Gymnastique :
- Daniel Guedon
- Henri Delie

Judo :
- Camille Brasse
- Frédéric Gouttenoire
- Marie Robert
- Cyril Jonard
- Eliot Sene
- Sébastien Crespo
- Frédéric Roy
- Arthur Repiquet

Lutte :
- Jean Perol

Natation :
- Emile Talmone
- Jacqui Metzger
- Dominique Filippi
- Jacques Pierre Bachellon
- Pierre Nabias
- Patrick Retif
- Henri Corderoy Du Tiers
- Hassine Bel Kadi
- Marcel Carbonnel
- René Pujol
- Tissier
- Pascal Touitou

Plongeon :
- Hassine Bel Kadi

Tennis :
- Pierre Rincheval
- Mikael Alix Laurent
- Catherine Storme
- Vincent Novelli
- André Petry
- Charles Boisselot
- François Charrière
- Michel Crouan
- Charlotte Hélène Dacla
- Hélène Haardt
- Robert Cirouge
- Aurélie Coudon
- D. Petry
- Nancy Ann Milburn Paix
- Eliane Boisselot
- Louis Dresde
- Simone Kahn
- Germaine Woringer
- Marie Beney
- Raymond Code
- Michel Phillipe
- Sophie Bernard
- Jean Picart
- André Dou
- Alfred Puaux
- Cécile Michalon
- Raphael Huet

Tir :
- Fernand Chante
- René Bapt
- Guy Di Franco
- Christian Stallars
- Yves Dufay

VTT :
- Rémi Girardet

| Deaflympics d'hiver |

Ski alpin :
- Patrick Pignard
- Arnaud Repellin
- Brigitte Pelletier
- Caroline Barbuzynski
- Mireille Pelletier
- David Pelletier
- Véronique Paiani
- Nicolas Sarremejane
- Thomas Luxcey

## Porte-drapeau français

### Historique
La personne ayant le plus porté le drapeau pour l'ouverture des Deaflympics est le skieur David Pelletier aux Deaflympics d'été de 2017, c’était Steeve Touboul (cyclisme) qui avait conduit la délégation française en tant que porte-drapeau.

### Liste desporte-drapeauconduisant la délégation française lors des cérémonies d'ouverture desDeaflympicsd'été et d'hiver
| Jeux        | Porte-drapeau  | Sport    |
| ----------- | -------------- | -------- |
| Sofia 2013  | Mikael Laurent | Tennis   |
| Samsun 2017 | Steeve Touboul | Cyclisme |

| Jeux                 | Porte-drapeau   | Sport     |
| -------------------- | --------------- | --------- |
| Davos 1999           | David Pelletier | Ski Alpin |
| Sundsvall 2003       | David Pelletier | Ski Alpin |
| Salt Lake 2007       | David Pelletier | Ski Alpin |
| Khanty-Mansiysk 2015 | David Pelletier | Ski Alpin |

## Deaflympics en France
La France fut l'hôte des Deaflympics à deux reprises :
| Jeux                        | Ville   | Date                    | Nations | Participants | Sports |
| --------------------------- | ------- | ----------------------- | ------- | ------------ | ------ |
| Deaflympics d'été de 1924   | Paris   | 10 août – 17 août       | 9       | 148          | 6      |
| Deaflympics d'hiver de 1979 | Méribel | 21 janvier – 27 janvier | 14      | 113          | 1      |

## Personnalités sportives
- Fernand Chante
- Cyril Jonard
- Marie-Paule Miller
- Adrien Pelletier
- Armand Pelletier
- David Cloux
- Steeve Touboul